# Riabilitazione dei condannati per crimini di guerra in Russia
La riabilitazione dei condannati per crimini di guerra in Russia rappresenta la numerosa serie di annullamenti delle sentenze dei tribunali sovietici e del Consiglio Speciale del NKVD, provvedimenti adottati in Russia in via extragiudiziale nel periodo 1992-1998, principalmente nei confronti dei prigionieri di guerra nazisti accusati di crimini contro la popolazione civile dell'URSS e contro i prigionieri di guerra sovietici durante la Grande Guerra Patriottica.

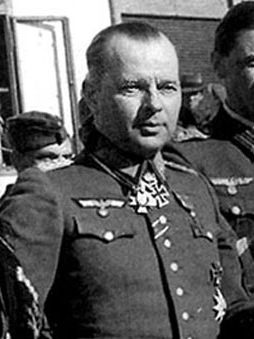
Helmut von Pannwitz, uno dei militari della Wehrmacht scagionato negli anni '90.

Al momento di decidere sulla riabilitazione di un criminale di guerra, il pubblico ministero non discusse il caso in tribunale ma annullò direttamente il verdetto del tribunale stesso. In questo modo, le persone riabilitate furono riconosciute con lo status di vittime della repressione politica, in conformità con la legge del 18 ottobre 1991 in materia di "riabilitazione delle vittime della repressione politica".
Sotto la pressione dell'opinione pubblica, la prassi della riabilitazione extragiudiziale fu interrotta. In totale, più della metà dei cittadini tedeschi condannati furono riabilitati in via extragiudiziale, superando la cifra di 13.000 persone riabilitate.

## Contesto storico

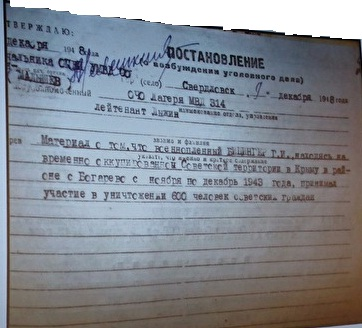
Decreto del 7 dicembre 1948 sull'avvio di un procedimento penale contro il caporale Bitsinger per aver partecipato all'omicidio di oltre 600 civili. Bitsinger sarà riabilitato nel 1992.

Durante la Grande Guerra Patriottica, locuzione usata per indicare il teatro degli scontri della seconda guerra mondiale sul fronte orientale, una parte significativa del territorio dell'URSS fu occupata dalle truppe dell'Asse, in questa zona furono commessi la maggior parte dei massacri sia di civili che di prigionieri di guerra sovietici.

### Identificazione dei criminali e indagini seguenti
L'identificazione delle persone coinvolte nei crimini di guerra da parte delle autorità sovietiche iniziò già nel 1944. L'11 gennaio 1944, il generale Petrov, al comando della direzione per i prigionieri di guerra e gli internati del Commissariato popolare per gli affari interni dell'URSS, emise il decreto n. 28/00/186 "Sull'identificazione dei partecipanti alle atrocità tra i prigionieri di guerra" in cui si comunicò che nei campi di prigionia si nascondevano i responsabili dei crimini: nell'ordine, il personale operativo dei campi fu incaricato di identificare e documentare le attività criminali di queste persone, trasferendo tutto il materiale al dipartimento della Direzione per i prigionieri di guerra e gli internati dell'NKVD dell'URSS.
Una volta identificate, queste persone furono trasferite nei campi del regime, in particolare lo Spasozavodsky n. 99 (nella RSS Kazaka) e lo Suslongersky n. 171 (nella RSS dei Mari), insieme ai militari dei corpi e delle unità punitive naziste (Sonderkommando, SS, polizia segreta da campo, Gestapo).
I motivi del trasferimento furono giustificati dalle confessioni rilasciate dai prigionieri di guerra o dalle testimonianze raccolte o anche dal materiale di intelligence verificato. Il 3 ottobre 1945 fu formato un ulteriore gruppo operativo per coordinare il lavoro di identificazione dei responsabili dei crimini di guerra che consentì l'identificazione di migliaia di persone; al 1º novembre 1946 furono registrate 6.804 persone, tra organizzatori e partecipanti, nei registri operativi dei campi e degli ospedali speciali, di cui 6.030 soldati tedeschi, 435 soldati rumeni, 312 militari ungheresi, 27 soldati italiani suddivisi per grado in 69 generali, 602 ufficiali, 6.133 sottufficiali. Oltre al personale militare, furono identificate migliaia di uomini delle SS grazie tra l'altro al tatuaggio sull'avambraccio sinistro. Durante le visite mediche nei campi del 1945-1946, furono identificati circa 15.000 uomini delle SS, i prigionieri tatuati furono inseriti nei registri operativi. La direttiva n° 285 del Ministero degli Affari Interni sovietico del dicembre 1946 assimilò tra i criminali di guerra nazisti e militari anche:
- I dipartimenti RSHA, Abwehr, SA, polizia segreta da campo, oltre ad altri organi e istituzioni governative, militari e punitive naziste;
- I membri della Gioventù hitleriana, del Fronte tedesco del lavoro, della Lega nazionalsocialista degli insegnanti, della Lega nazionalsocialista tedesca dei medici e degli altri sindacati e associazioni naziste.

Furono preparati dei fascicoli differenti per le persone classificate come delinquenti e per le persone classificate come criminali. Recepita la direttiva n° 285, gli organi territoriali del Ministero dell'Interno informarono regolarmente la Direzione Operativa per i Prigionieri di Guerra e gli Internati sulle misure attuate: ad esempio, il 15 febbraio 1948, il capo del Dipartimento del Ministero degli Affari Interni per la regione di Vologda, il colonnello Borovkov, riferì al generale Kruglov che furono registrati 2.486 criminali di guerra presso l'Unità regionale dei prigionieri di guerra e degli internati.
Nel giugno 1948, il Ministero dell'Interno stilò un nuovo elenco di criminali di guerra, da cui furono esclusi (per cancellazione e successivo rimpatrio) gli ufficiali dell'esercito tedesco e i membri ordinari del NSDAP, della Gioventù hitleriana e delle altre organizzazioni e associazioni nazionalsocialiste. Prima del rimpatrio, l'elenco dei prigionieri di guerra venne ulteriormente filtrato. Nel periodo da giugno a settembre 1949, il Ministero dell'Interno escluse 40.000 prigionieri di guerra.
Per ogni responsabile fu preparato un fascicolo che comprendeva:
- questionario;
- biografia;
- certificato medico di identificazione del tatuaggio;
- registri degli interrogatori dell'indagato e dei testimoni;
- rapporti dell'intelligence;
- materiali di verifica in loco, sul territorio dell'URSS;
- parere sulla consegna alla giustizia o sul rimpatrio.

Nel caso esistessero i presupposti per il rinvio a giudizio, il Pubblico Ministero fu invitato ad autorizzare il collocamento in carcere dell'indagato. I casi penali completati furono inviati per l'esame ai tribunali militari del Ministero degli Affari Interni.
Alla fine di settembre 1949, i reparti operativi dei campi identificarono 37.249 prigionieri di guerra soggetti a responsabilità penale, di cui:
- 12.869 ufficiali e soldati semplici delle SS;
- 10.299 ufficiali e soldati semplici di altre unità e formazioni colpevoli di atrocità;
- 4.488 ufficiali e soldati delle SA;
- 4.159 ufficiali e soldati semplici delle unità e formazioni punitive;
- 1.719 impiegati delle agenzie di intelligence e punitive tedesche (Abwehr, Sicherheitsdienst, Gestapo, ecc.);
- 1.309 detenuti e personale dei campi di concentramento;
- 824 agenti di polizia locale;
- 561 funzionari del tribunale, della procura e della polizia;
- 324 dipendenti di organi politici, amministrativi ed economici nel territorio occupato dell'URSS e nei paesi dell'Europa orientale;
- 187 altri dipendenti di spicco del NSDAP;
- 60 agenti dell'intelligence britannica, americana e francese;
- 450 altri "elementi fascisti".

Nell'ottobre del 1949 furono create nuove commissioni interdipartimentali locali del Ministero della Sicurezza dello Stato dell'URSS e dell'ufficio del pubblico ministero. Entro il 15 novembre 1949, queste commissioni avrebbero dovuto terminare il loro lavoro e deferire i casi ai tribunali militari, inoltre decisero anche di rimpatriare coloro i cui atti costituirono reato. La decisione della commissione interdipartimentale locale, sotto forma di protocollo, dovette essere approvata dalla commissione interdipartimentale centrale.
L'identificazione dei criminali tra i prigionieri di guerra tedeschi ebbe luogo anche sul territorio dei paesi satelliti della Germania dove furono di stanza le truppe sovietiche. A metà dicembre 1944, il vicepresidente della Commissione di controllo alleata, il generale Biryuzov, il consigliere politico Lavrishchev e il capo di stato maggiore della Commissione di controllo alleata, il generale Suchkov inviarono a Molotov il primo rapporto sul lavoro della commissione per il periodo dal 29 novembre al 15 dicembre 1944, in cui fu riportato che dal territorio bulgaro furono trasferiti e inviati nella prigione di Pleven, in URSS, 5.777 prigionieri di guerra tedeschi insieme ad altri 90 prigionieri tedeschi accusati di crimini di guerra.
Nel settembre 1944, le autorità rumene consegnarono ai sovietici l'archivio del Servizio speciale di intelligence del Presidium del Consiglio dei ministri della Romania e dei Siguranța, che rivelò il personale e gli agenti in servizio: sulla base di questi dati, entro la metà di novembre 1944, lo SMERŠ arrestò 794 persone in Romania compresi 546 agenti dei servizi speciali rumeni. Contemporaneamente, le autorità rumene portarono avanti dei procedimenti indipendenti nei confronti degli accusati di crimini di guerra, anche nel territorio occupato dell'URSS. Il 12 marzo 1945, la Romania adottò la legge n° 312 "Sulla denuncia e sulla punizione dei responsabili della rovina del paese e dei crimini di guerra".
Al processo per il Grande Tradimento Nazionale, Gheorghe Aleksyanu, governatore della Transnistria, fu condannato a morte insieme a Ion Antonescu. In Romania furono creati i Tribunali del Popolo: a Bucarest per i processi contro i crimini di guerra avvenuti sul territorio dell'URSS, a Cluj per i processi prevalentemente contro gli ungheresi per i crimini di guerra avvenuti nella Transilvania settentrionale; i Tribunali del Popolo, durante il periodo della loro esistenza (furono aboliti il 28 giugno 1946), istruirono le cause contro 2.700 imputati, di questi furono condannati 668 persone per la gran parte in contumacia. Entrambi i tribunali emisero 48 condanne a morte di cui 4 eseguite. In particolare, il 22 febbraio 1946, il Tribunale del popolo di Bucarest iniziò a esaminare il caso contro l'ex governatore Constantin Voiculescu, fu condannato alla reclusione e morì in carcere nel 1955. Nel 1948, il generale Olimpiu Stavrat, rilasciato nel 1955, fu arrestato e condannato alla reclusione per i crimini commessi in territorio sovietico. La legge rumena fece riferimento ai criminali di guerra anche se impegnati nella propaganda fascista. Pertanto, nell'autunno del 1948 a Bucarest, furono arrestati e consegnati all'URSS i redattori dei giornali della Chisinau occupata: Sergiu Rosca (della testata Basarabia) e Vasile Tsepordei (della testata Raza); entrambi furono condannati per la propaganda fascista e per la partecipazione nella politica del terrore e del genocidio. Nel 1950 fu arrestato Panteleimon Khalippa, caporedattore di Vyatsa Basarabia, e dopo due anni in una prigione rumena fu trasferito in URSS dove fu condannato a 25 anni di reclusione.
I prigionieri di guerra dei paesi alleati della Germania (con i quali l'URSS concluse i trattati di pace il 10 febbraio 1947), non sospettati di crimini di guerra, furono rimpatriati dalle autorità sovietiche. Al 1º luglio 1947, rimasero prigionieri dei sovietici solo 28 prigionieri di guerra dell'8ª Armata italiana, mentre il resto dei prigionieri italiani era già stato precedentemente rimpatriato. Riguardo ai restanti 28 italiani (3 generali del Corpo degli Alpini - Battisti, Pascolini, Ricagno; 11 ufficiali e 14 soldati semplici), il Ministero dell'Interno dell'URSS riferì il 14 luglio 1947:

### Processi pubblici ai prigionieri di guerra
Nel periodo 1943-1949, si tennero 19 processi pubblici contro dei gruppi di criminali di guerra. Questi processi furono organizzati con cura e tenuti in 17 città diverse dell'URSS liberata, come Leningrado e Chabarovsk. Dmitry Astashkin quantifica la cifra dei condannati nei 21 processi in 252 militari stranieri provenienti da Germania, Austria, Giappone, Ungheria e Romania.

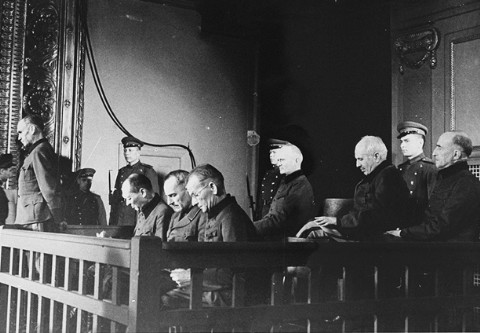
Gli imputati al processo di Riga.

### Fondamento giuridico per le condanne
Il Decreto del Presidium del Soviet Supremo dell'URSS del 19 aprile 1943 fu il fondamento legale per celebrare i processi contro i criminali di guerra. Alcuni di loro furono condannati ai sensi del codice penale della RSFSR per crimini controrivoluzionari, secondo cui furono processati anche i cittadini sovietici in tempo di pace (come nel caso del generale giapponese Toichiro Mineki, condannato il 27 settembre 1950) o i prigionieri di guerra responsabili dei crimini durante la prigionia (come nel caso del giapponese Watanabe Hidayte, condannato a 25 anni di lavoro forzato per aver inflitto diversi colpi d'ascia verso l'antifascista Asachi Atsushi e il comandante Furuta Kezuo nella notte tra il 25 e il 26 settembre 1947). I cittadini tedeschi accusati di crimini di guerra a volte furono processati ai sensi della legge n° 10 del Consiglio di controllo in Germania. La legge n° 4 del 30 ottobre 1945 vietò ai tribunali tedeschi di prendere in considerazione i crimini commessi dai nazisti contro i cittadini dei paesi Alleati e furono esaminati solo dai tribunali Alleati.

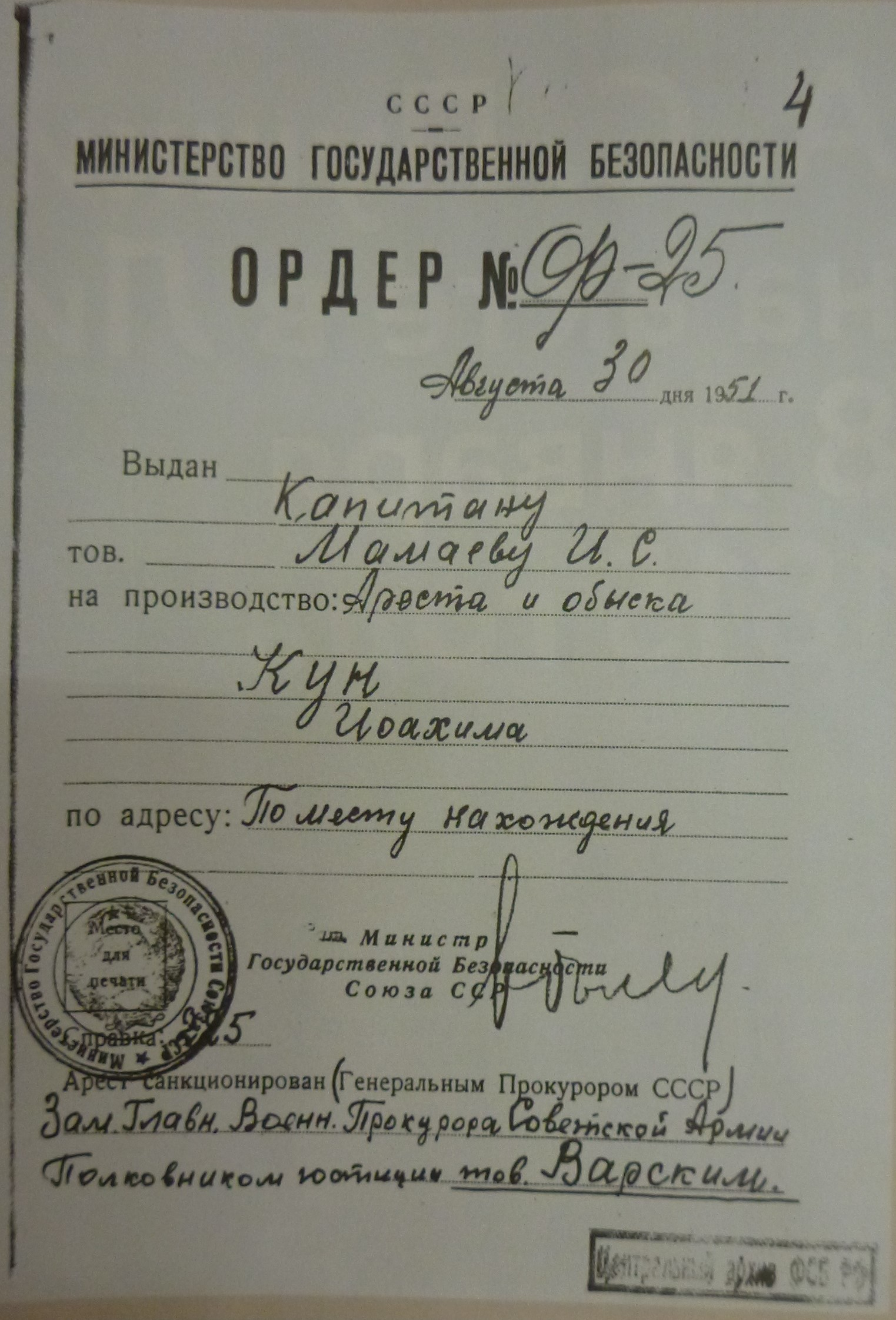
Mandato di perquisizione e arresto per Joachim Kuhn, 30 agosto 1951.

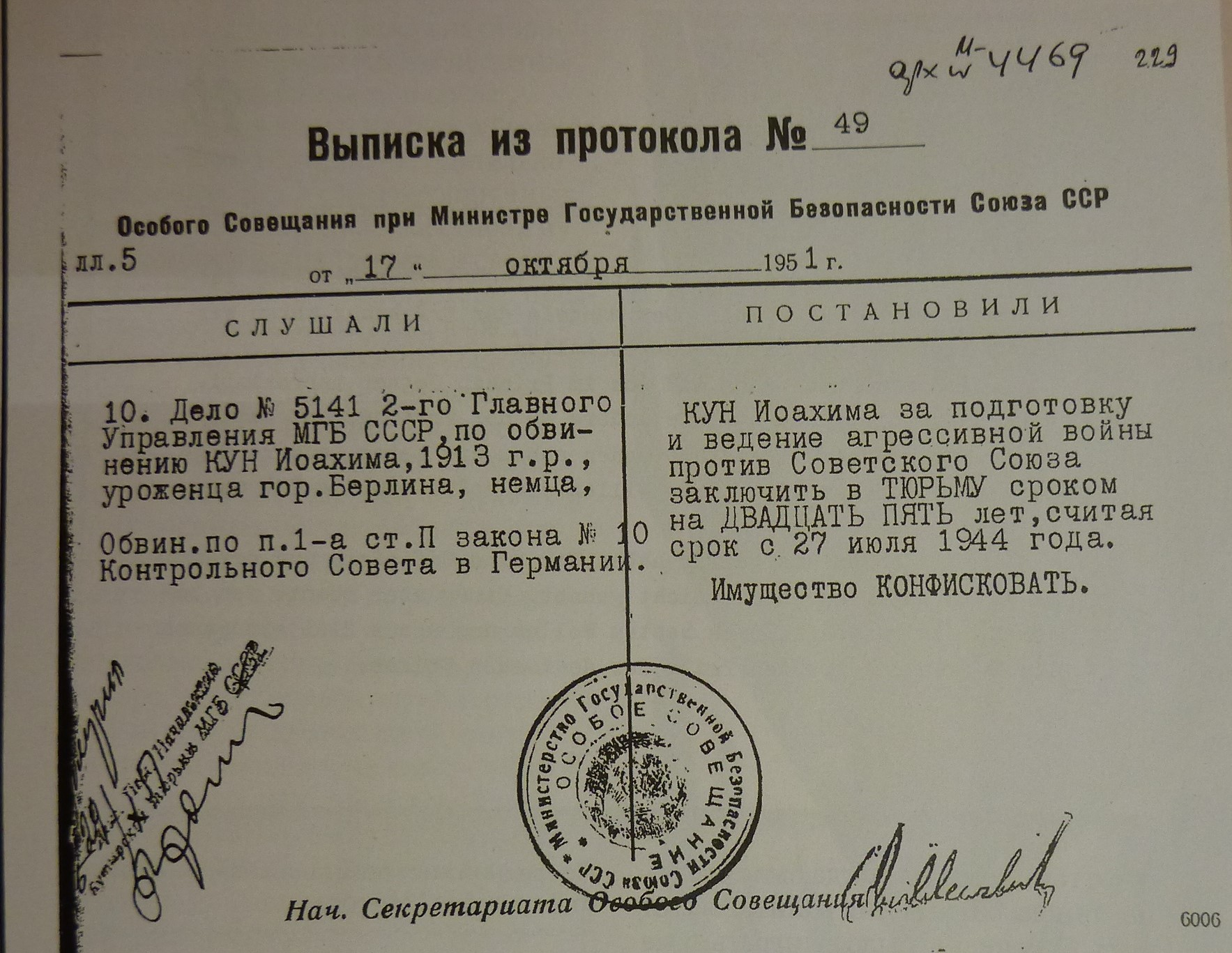
Sentenza dell'incontro speciale del 17 ottobre 1951.

Alcuni reati non erano stati previsti dal diritto penale tedesco. In Germania rimase in vigore il codice penale del 1871, in cui non erano presenti norme in materia di genocidio o di crimini contro la pace e l'umanità. Pertanto fu adottata la legge n° 10 del Consiglio di controllo in cui furono previsti i crimini contro la pace e contro l'umanità, i crimini di guerra e l'appartenenza a determinati gruppi o organizzazioni criminali (NSDAP, Gestapo, SS e altri). Questa legge fu applicata anche dagli organi sovietici, compresi quelli non giudiziari. Il 17 ottobre 1951, il Ministro per la Sicurezza dello Stato dell'URSS condannò l'ufficiale Joachim Kuhn, ai sensi del paragrafo 1a dell'articolo II della legge n° 10, per aver partecipato nella cospirazione contro Adolf Hitler, a 25 anni di carcere con la confisca dei beni. Allo stesso tempo, le azioni di Kuhn furono qualificate come tali da "preparare e condurre una guerra aggressiva contro l'Unione Sovietica", infatti l'accusa affermò che Kuhn perseguì l'obiettivo di uccidere Hitler per concludere una pace separata con Inghilterra, Francia e USA così da proseguire la guerra contro l'URSS.
Durante gli anni 1945-1947, tra gli altri, ci furono anche 18 generali tedeschi condannati a morte e altri 23 generali condannati a 25 anni di lavori forzati.

### Processi nei tribunali militari dal 1947
Verso la fine degli anni '40, le autorità sovietiche furono costrette ad accelerare le procedure per due motivi: in primo luogo i processi pubblici si rivelarono molto costosi e in secondo luogo, l'URSS subì la pressione dei suoi ex alleati i quali insistettero per completare il rimpatrio dei prigionieri di guerra.
I processi al chiuso del 1947 si svolsero anche fuori dell'URSS. Nell'agosto 1946, i servizi segreti ungheresi arrestarono Zoltan Shomlai, Laszlo Varga, Jozsef Temeshi e Istvan Toth con l'accusa di crimini di guerra. Il 21 dicembre 1946 il tribunale del popolo di Budapest emise il verdetto di assoluzione per insufficienza di prove. L'assoluzione fu appellata dal procuratore generale al Consiglio pan-ungherese dei tribunali popolari, che non poté però esaminare il caso e successivamente, le autorità sovietiche affrontarono la questione conducendo delle indagini autonome sul caso tramite il dipartimento di controspionaggio delle forze sovietiche.
Nel periodo dal 18 febbraio al 23 luglio 1947, furono identificati alcuni cittadini ungheresi, accusati di crimini di guerra e sottoposti a custodia cautelare dal Dipartimento di controspionaggio sovietico a Budapest: il generale Zoltan Shomlai, il tenente colonnello Sandor Reiter, il tenente colonnello Laszlo Varga, il guardiamarina Jozsef Temeshi, il tenente Istvan Pruzinski, il capitano Istvan Toth. Il 9 settembre 1947, il caso fu esaminato dal tribunale militare e risolto con la condanna degli imputati.
Il 24 novembre 1947, il Ministero degli Affari Interni e della Giustizia dell'URSS insieme all'ufficio del procuratore dell'URSS emisero un ordine congiunto per il trasferimento a titolo oneroso dei casi investigativi completati dai tribunali al luogo di detenzione. L'accusa fu qualificata il 19 aprile 1943, con la condanna a 25 anni di lavori correttivi. Furono stilati gli elenchi delle formazioni e delle unità tedesche che presero parte alle varie azioni punitive mentre il personale operativo dei campi controllò ogni soldato e ufficiale tedesco in servizio in queste unità: gli individuati furono interrogati (sulla base delle testimonianze che cercavano i colleghi) e fotografati (le fotografie furono inviate nel luogo dove furono commessi i reati per l'identificazione da parte dei testimoni). Le investigazioni nei confronti delle unità militari coinvolte nelle azioni punitive furono effettuate nel luogo di detenzione:
- Per la divisione 3. SS-Panzerdivision "Totenkopf" il Dipartimento del Ministero degli affari interni per le regioni di Sverdlovsk e Crimea;
- Per la 8. SS-Kavallerie-Division "Florian Geyer" il Ministero degli Affari Interni della RSS Ucraina, le Repubbliche Socialiste Sovietiche autonome Tartara e del Daghestan, il Dipartimento del Ministero degli Affari Interni per le regioni di Sverdlovsk e Crimea;
- Per le unità speciali Brandenburg il Ministero degli Affari Interni della RSS Azera e della Repubblica socialista sovietica autonoma del Daghestan, i dipartimenti del Ministero degli Affari Interni per le regioni di Chelyabinsk e Ivanovo;
- Per la 1. SS-Panzer-Division "Leibstandarte SS Adolf Hitler" il Ministero degli Affari Interni delle RSS Georgiana e ucraina, Dipartimento del Ministero degli affari interni per le regioni di Sverdlovsk e Kuibyshev;
- Per la 31. SS-Freiwilligen-Grenadier-Division il dipartimento operativo del campo n° 236 nella RSS Georgiana;
- Per la 707. Infanterie-Division il Ministero degli Affari Interni della RSS Bielorussa e della Repubblica Socialista Sovietica Autonoma Tartara;
- Per la 95. Infanterie-Division il Dipartimento del Ministero degli Affari Interni della regione di Vologda;
- Per la 45. Infanterie-Division il Ministero degli Affari Interni della RSS Bielorussa, Dipartimento del Ministero degli Affari Interni per le regioni di Ivanovo e Gorky;
- Per la 383. Infanterie-Division il Dipartimento del Ministero degli Affari Interni per le regioni di Arkhangelsk, Vologda e Kalinin.

Furono prese anche diverse misure per prevenire il rischio di suicidio dei prigionieri. Il Ministero dell'Interno ordinò di perquisire le persone rinchiuse nella cella assegnata e di dotarsi anche di agenti interni. Si decise di processare gli accusati usando il rito abbreviato, cioè deviando dalle regole di procedura penale sovietica in vigore all'epoca: in particolare, i tribunali militari pronunciarono le condanne in 20-30 minuti senza la partecipazione dell'accusa, della difesa o dei testimoni, e spesso il verdetto di condanna fu basato sulle confessioni rilasciate dagli imputati.
Lo storico Surzhikov, sulla base dei risultati dello studio dei casi investigativi e in archivio, giunse alla conclusione che spesso il singolo caso fu avviato grazie ad un mandato di arresto anche nel caso che il materiale dell'indagine preliminare fosse assente nel fascicolo, e in particolare, il rifiuto a confessare del prigioniero di guerra poté portare all'archiviazione del caso "per insufficienza di prove". Così, durante l'udienza del tribunale del 14 dicembre 1948, il caporale Becker, accusato di aver partecipato a rapine ed arresti, di aver rapito e reclutato i cittadini sovietici per i lavori forzati in Germania, si rifiutò di confessare e chiese il riesame dei testimoni, il caso fu rinviato per ulteriori indagini e quindi chiuso per mancanza di prove il 17 marzo 1949, fu riaperto per una seconda inchiesta ma il 14 ottobre 1949 fu nuovamente e definitivamente archiviato.
Il caso Becker non fu l'unico in cui il ritiro di una testimonianza precedentemente resa portò all'archiviazione di un procedimento penale. Il 21 dicembre 1949, il soldato G. Aigner ritirò la sua testimonianza e il giorno successivo il procedimento fu archiviato. Il 23 dicembre 1949 il caporale M. Bem, accusato di aver confiscato il cibo alla popolazione civile sovietica, ritrattò la sua testimonianza. Dopo un'ulteriore indagine, il 27 febbraio 1950, tutte le accuse contro Bem furono ritirate perché non fu possibile stabilire nulla che dimostrasse le sue attività criminali.
Per alcuni imputati, il tribunale sovietico fu costretto a riclassificare l'accusa: il pilota personale di Hitler, il generale Hans Baur, fu accusato di aver preso parte allo sviluppo dei piani militari per aver pilotato l'aereo durante la visita di Hitler a Mussolini. Al processo, Baur consigliò al presidente "di arrestare anche il macchinista della locomotiva che trainava il vagone su cui Hitler e Mussolini stavano trattando nella zona del Brennero". Ciò causò confusione, ma dopo una pausa di 15 minuti, il tribunale sovietico condannò Baur con la formula:
Coloro che furono condannati dai tribunali militari poterono presentare ricorso contro il verdetto ma solo alcuni detenuti si avvalsero di questo diritto. Il 22 dicembre 1949, il tenente ed ex avvocato Erwin Schüle fu condannato da un tribunale militare della regione di Novgorod. Il 23 dicembre 1949 Schüle presentò la denuncia alla Corte Suprema dell'URSS in cui sottolineò l'inammissibilità della sua stessa condanna in base al principio della colpa collettiva:
Il 29 aprile 1950, il Collegio militare della Corte suprema dell'URSS riesaminò il caso Schüle e sostituì la pena di 25 anni ai lavori forzati con la deportazione dall'URSS senza però riabilitare Schüle.
Furono giudicati anche i prigionieri di guerra dei paesi alleati della Germania: dei 28 prigionieri di guerra italiani, durante le indagini furono archiviati i procedimenti contro 3 generali e diversi altri militari, mentre furono condannati 20 prigionieri di guerra italiani in base al decreto del 19 aprile 1943. In particolare, il 27 luglio 1948, il tribunale militare della regione di Kiev condannò a 25 anni il capitano Guido Musitelli (comandante del distaccamento rifornimenti del Gruppo Artiglieria Udine del terzo reggimento artiglieria alpina della divisione Julia), il quale, dalla fine del settembre 1942 fino all'11 gennaio 1943, in qualità di comandante della zona italiana del villaggio di Sergeevka, nel distretto di Podgorensky della regione di Voronezh, derubò i contadini delle loro proprietà (bestiame, cibo e vestiti), picchiò duramente due donne durante gli interrogatori e nel novembre 1942 ordinò l'impiccagione di un contadino per essersi rifiutato di lavorare. Secondo lo storico Giorgio Scotoni, il capitano fu colpevole dei delitti a lui imputati.
Il decreto del Presidium del Soviet Supremo dell'URSS del 19 aprile 1943 fu applicato anche nei confronti dei criminali di guerra che avevano commesso dei crimini al di fuori dell'URSS: così, l'ex capo della polizia del dipartimento "K" (trasporti) della polizia di sicurezza E. Bayer, in servizio in Polonia a Varsavia, Katowice e Czestochowa, fu condannato a 25 anni di lavoro forzato ai sensi dell'articolo 1° del Decreto del 19 aprile 1943 e dell'articolo 17 del codice penale per il servizio prestato negli organi punitivi tedeschi e per la sua partecipazione nella soppressione della rivolta di Varsavia del settembre 1944. Sulla base dell'articolo 1° del decreto del 19 aprile 1943, il sottufficiale V. Aut fu condannato a 25 anni nei campi di correzione per aver partecipato alle rapine contro la popolazione civile ceca. Furono processati non solo per reati specifici, ma anche per l'appartenenza alle strutture responsabili dei crimini di guerra. La direttiva del Ministero degli Affari Interni, del Ministero della Sicurezza dello Stato e della Procura dell'URSS n. 746/364/213 del 29 novembre 1949 prescriveva:
Secondo lo stesso principio, fu prescritto di giudicare il comando e il personale dei campi di concentramento e dei campi per i prigionieri di guerra sovietici, nonché i dipendenti dei tribunali, della polizia e dell'ufficio del pubblico ministero. I dipendenti dell'intelligence e del controspionaggio tedeschi furono assicurati alla giustizia ai sensi degli articoli 17 e 58-6 (spionaggio) del codice penale della RSFSR.
Nel febbraio 1950, 13.515 prigionieri di guerra, condannati e non processati, erano ancora rimasti in URSS. Nel marzo 1950 fu costituita una nuova base giuridica per il processo ai restanti generali tedeschi in prigionia sovietica e il 17 marzo 1950 furono approvati due decreti strettamente segreti del Consiglio dei ministri dell'URSS (n° 1108-396 e n° 1109-397), con cui fu ordinata la liberazione e il rimpatrio dei 23 generali, e i restanti da perseguire ai sensi del decreto del 19 aprile 1943, divisi in tre gruppi:
- Elenco n° 1: "Criminali di guerra che hanno commesso atrocità nel territorio temporaneamente occupato dell'URSS" - 51 persone;
- Elenco n° 2: "Generali, mentalità revanscista reazionaria" - 59 persone;
- Elenco n° 3: "Impiegati di organi punitivi, di intelligence, di polizia e appartenenti alle SS" - 9 persone.

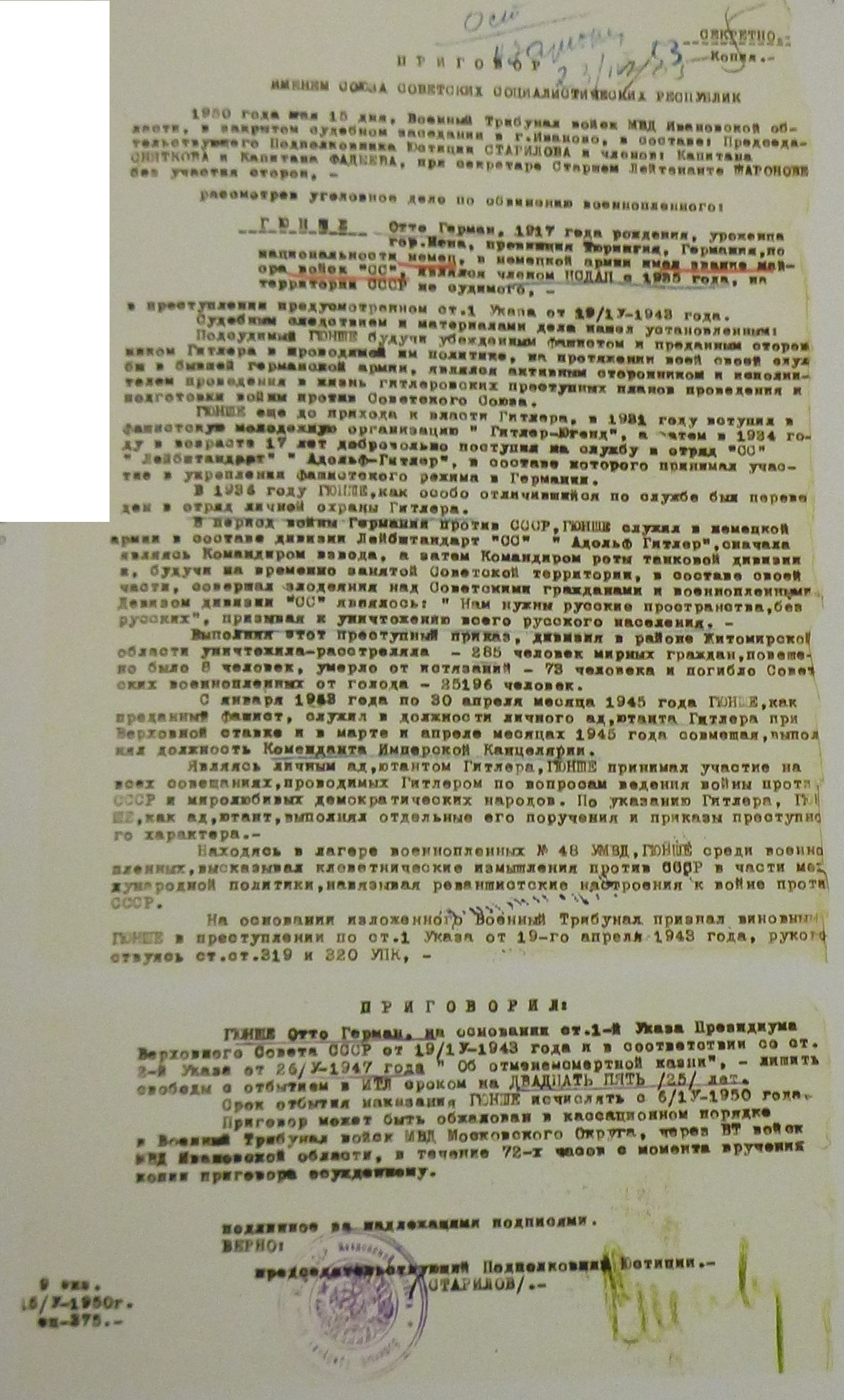
Il verdetto contro l'aiutante di Hitler, Otto Günsche, emesso il 15 maggio 1950. La sentenza afferma che può essere impugnata in cassazione dinanzi a un tribunale superiore.

I generali tedeschi furono giudicati rapidamente: il caso del capo dell'associazione degli ufficiali tedeschi (Bund deutscher Offiziere), Walther von Seydlitz-Kurzbach (elenco n° 2) fu valutato in un giorno (8 luglio 1950) in una sessione a porte chiuse del tribunale militare del distretto di Mosca senza testimoni: la sessione del tribunale iniziò alle 11:35 e la sentenza (condanna a 25 anni di reclusione) fu annunciata alle 15:55. Nel periodo 1950-1953, il numero di criminali che scontarono le condanne in URSS aumentò a causa degli stranieri condannati dai tribunali militari sovietici e internati in Unione Sovietica provenienti dai paesi dell'Europa orientale. In particolare, fu durante questo periodo che fu condannato un gruppo di ufficiali e di civili tedeschi, precedentemente interrogati come testimoni nelle indagini sulla morte di Hitler (Otto Günsche, Heinz Linge e altri).
Secondo il decreto del 19 aprile 1943, almeno 81.780 persone furono condannate in URSS nel periodo 1943-1952, di cui 24.069 stranieri. Al 1º luglio 1953, in URSS c'erano 19.118 stranieri condannati per crimini militari: 17.528 prigionieri di guerra e 1.590 internati. Quasi la metà dei detenuti di questo tipo, cioè 6.455 prigionieri di guerra e 715 internati, stavano scontando la pena nel campo n° 476 nella regione di Sverdlovsk.

### Liberazione e rimpatrio
Nel gennaio 1950, la Commissione interdipartimentale centrale esaminò circa 15.000 condanne pronunciate contro i criminali prigionieri di guerra della Wehrmacht. Sulla base dei risultati, decise che era possibile rimpatriare dall'URSS coloro che avevano commesso dei crimini meno significativi. Nel febbraio 1950, si decise di rilasciare e rimpatriare 17.499 prigionieri di guerra, tra cui:
- 5.126 condannati nel periodo 1943-1949 per delitti civili e militari;
- 7.038 condannati dopo il 1º novembre 1949 per l'appartenenza alle SS, SA, unità di polizia e di sicurezza;
- 5.293 indagati per l'appartenenza ad altre unità punitive;
- 23 generali tedeschi per i quali non ci furono prove evidenti;
- 19 ex membri del Comitato nazionale per una Germania libera e dell'Associazione degli Ufficiali Tedeschi.

Il rilascio e il rimpatrio furono accelerati per la pressione esercitata sulle autorità dell'URSS dalle autorità e dall'opinione pubblica dei paesi di provenienza dei prigionieri di guerra. A volte questa pressione fu esercitata a scopo di propaganda contro i comunisti locali, come ad esempio il caso delle elezioni in Italia nel 1948, dove fu diffusa la notizia dei "28 italiani imprigionati dimenticati in Russia".

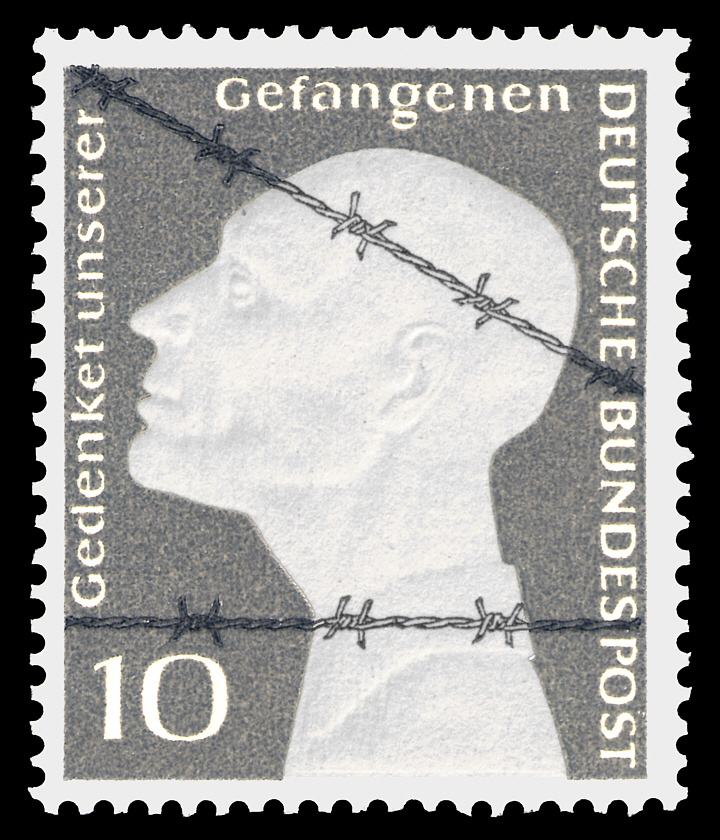
Francobollo dedicato ai prigionieri di guerra tedeschi detenuti all'estero, rilasciato in Germania con una tiratura di oltre 101 milioni di copie del maggio 1953.

Nel 1953-1956, i criminali di guerra stranieri sopravvissuti furono rilasciati e rimpatriati in seguito ai tentativi delle autorità sovietiche di risolvere le questioni con Germania e Austria. Già nell'aprile 1953, il Presidium del Comitato Centrale del PCUS incaricò una commissione interdipartimentale presieduta dal Ministro della Giustizia dell'URSS Gorshenin di rivedere le sentenze contro quelle persone per cui non era più necessaria la detenzione. Dal 22 aprile al 12 maggio 1953, 45 alti funzionari del Ministero degli affari interni, del Ministero della giustizia e dell'ufficio del pubblico ministero dell'URSS, insieme a 15 figure tecniche, presero parte ai lavori della commissione Gorshenin, insieme anche ad altri dipendenti del Ministero degli Affari Esteri. Furono creati dei sottocomitati in base alla nazionalità di provenienza dei detenuti per esaminare i singoli casi: la commissione concluse di dover liberare 12.700 cittadini tedeschi ancora detenuti oltre a rilasciare 428 condannati ancora sul territorio della RDT.
L'accordo sovietico-tedesco del 22 agosto 1953 prevedeva di lasciare in detenzione solo le persone che avevano commesso dei crimini particolarmente gravi contro la pace e l'umanità, ma in realtà, non tutti furono rilasciati nel 1953. Dopo una revisione secondaria per conto del Procuratore generale dell'URSS e in conformità alle istruzioni del Comitato Centrale del PCUS, i casi di 14.430 prigionieri condannati rimasti in URSS furono inclusi negli elenchi per il rilascio entro il 3 novembre 1953:
- 2.291 persone tra prigionieri di guerra e internati condannati con Decreto del Presidium del Soviet Supremo dell'URSS del 19 aprile 1943;
- 130 condannati ai sensi della legge n. 10 del Consiglio di controllo.

Furono rilasciate anche le persone ritenute responsabili di aver causato dei danni materiali ai cittadini sovietici, allo Stato e alle organizzazioni pubbliche, oltre ad anziani e disabili. Il rilascio fu formalizzato dalle sentenze della Corte Suprema dell'URSS. Le persone soggette a rimpatrio furono concentrate nel dipartimento del Ministero della Giustizia per la regione di Kaliningrad. In totale, furono rimpatriati a Berlino 5.374 militari tedeschi. Rimasero in URSS per scontare ulteriormente le loro pene:
- le persone direttamente coinvolte nelle esecuzioni e torture di cittadini sovietici;
- i comandanti di unità e formazioni il cui personale commise atrocità nel territorio occupato;
- il personale al comando degli organi punitivi della Wehrmacht.

Il 5 ottobre 1954 fu adottato il decreto del Consiglio dei ministri dell'URSS "Sul trasferimento al governo della RDT di cittadini tedeschi condannati dai tribunali sovietici e che scontavano condanne nel territorio della RDT" per trasferire alle autorità della RDT quei criminali di guerra che erano già stati condannati dalle autorità sovietiche e stavano scontando la pena nel territorio della RDT.
Il 25 gennaio 1955 terminò lo stato di guerra tra URSS e Germania. La Germania collegò l'instaurazione di relazioni diplomatiche con l'URSS con la revisione dei casi dei suoi cittadini condannati per crimini di guerra. Il 31 marzo 1955 iniziò a lavorare una nuova commissione governativa, composta da rappresentanti delle agenzie per la sicurezza dello stato, della giustizia e degli affari interni, guidata dai procuratori militari. La commissione esaminò i casi dei cittadini di 28 diversi paesi e in base alle conclusioni, furono successivamente emanati 37 decreti per la liberazione dei prigionieri di guerra e per il loro ritorno in patria.
Il 14 luglio 1955, Nikita Chruščëv informò le autorità della RFT e della RDT che dopo la conclusione di un accordo con la RFT, l'URSS avrebbe liberato 5614 cittadini tedeschi da ulteriori punizioni per essere poi rimpatriati nella RDT o nella RFT in base alla residenza del condannato, divisi in: 3.708 prigionieri di guerra, 1.906 civili, 180 generali dell'esercito nazista.
Dopo il discorso di Chruščëv, il Presidium del Soviet Supremo dell'URSS emise una serie di decreti (datati 23 luglio 1955, 1º agosto 1955, 9 agosto 1955, 22 agosto 1955), riferiti alla maggior parte dei condannati presenti nei campi speciali dell'URSS, i termini di pena furono ridotti a quelli effettivamente scontati. Nel settembre 1955, in seguito alla visita del cancelliere tedesco Adenauer in URSS, il Presidium del Soviet Supremo dell'URSS emanò un nuovo decreto sull'amnistia per i cittadini tedeschi. Già il 29 settembre 1955 il primo gruppo di tedeschi liberati lasciò la regione di Sverdlovsk. Il 28 settembre 1955, 8.877 prigionieri furono rimpatriati nella RFT e nella RDT, compresi altri 749 tedeschi trasferiti per scontare ulteriormente la pena.

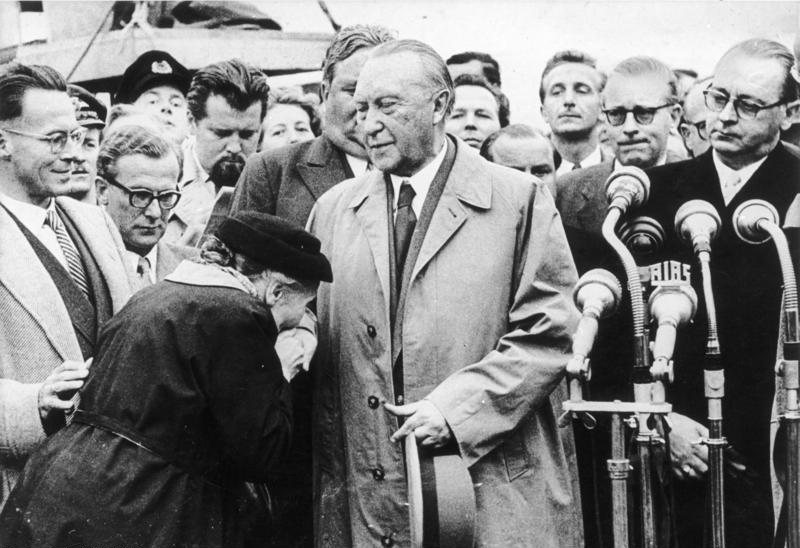
La madre di un prigioniero di guerra ringrazia Konrad Adenauer, tornato dai negoziati con i sovietici, 14 settembre 1955.

L'amnistia si riferì anche ad alcuni soldati tedeschi condannati nei processi degli anni '40: nel 1955, il coordinatore dell'Ost-Bataillon 667 "Shelon", Werner Findeisen, processato al processo di Novgorod del 1947, fu amnistiato nonostante il suo battaglione sparò a 253 abitanti di due villaggi sul fiume Polist.
Le operazioni di rimpatrio furono sospese fino al dicembre 1955. Nel maggio 1955 fu firmato un accordo tra l'URSS e Austria. Il Presidium del Soviet Supremo dell'URSS emise un nuovo decreto sull'amnistia e il rimpatrio di tutti i cittadini austriaci condannati. Successivamente, i condannati iniziarono ad essere raggruppati in base alla loro cittadinanza e trasferiti in condizioni di detenzione più leggere. Gli austriaci furono raggruppati nel maggio 1955, sottoposti a visita medica, a nutrizione potenziata e rilasciati: prima di essere rimpatriati, gli austriaci liberati ricevettero vestiti e scarpe nuovi, le somme guadagnate e furono risarciti per i beni confiscati, furono anche accompagnati con un'orchestra; coloro che si distinsero nel lavoro furono premiati con dei doni e visitarono il museo regionale delle tradizioni locali di Sverdlovsk. Il primo gruppo di austriaci liberati, 250 persone, lasciò Sverdlovsk il 20 maggio 1955 e attraversò il confine dell'URSS il 2 giugno. A Vienna i rimpatriati furono accolti dal cancelliere austriaco Julius Raab, insieme ai parenti e conoscenti. Contemporaneamente agli austriaci, furono rimpatriati i cittadini ungheresi e rumeni di cui una parte significativa poté godere dell'amnistia. Al contrario, i non amnistiati furono consegnati alle autorità dei rispettivi paesi per finire di scontare le loro pene. Quindi, su 394 cittadini ungheresi e 442 rumeni presenti nel campo n° 476 furono amnistiate rispettivamente 239 e 268 persone: nel febbraio 1956, a operazioni completate, il campo fu chiuso. Solo i cittadini sovietici che acquisirono la cittadinanza tedesca e alcuni cittadini rumeni rimasero tra i non rimpatriati.
Tra il 18 e il 20 novembre 1955, i sovietici consegnarono alle autorità ungheresi i sei ungheresi condannati (Shomlai, Reiter, Varga e altri). L'ultimo prigioniero di guerra italiano condannato, Guido Musitelli, fu rimpatriato nel 1954. Dopo la fine del conflitto sovietico-jugoslavo, nel dicembre 1954 la commissione sovietica riesaminò i casi dei cittadini jugoslavi arrivando alle seguenti decisioni:
- di rilasciare 40 militari (2 ufficiali, 7 sottufficiali e 21 soldati) che prestarono servizio nelle unità di SS, Wehrmacht e polizia, durante gli anni della guerra e poi condannati per complicità nelle atrocità contro i civili avvenute nel territorio occupato dell'URSS. La Commissione o non trovò le prove della partecipazione di questi individui nei crimini di guerra, o considerò insignificante la loro partecipazione;
- 21 ex prigionieri di guerra jugoslavi furono lasciati a scontare la pena in URSS, poiché la commissione ritenne che avessero partecipato direttamente alle esecuzioni dei civili sovietici e in altri crimini.

### La reazione internazionale al loro rimpatrio

Riunione di prigionieri di guerra tedeschi liberati dall'URSS nel 1955.

In RDT e Ungheria, alcuni dei prigionieri condannati e rimpatriati furono imprigionati nelle carceri locali. In Austria, i criminali liberati furono accolti come vittime del comunismo. I funzionari austriaci sottolinearono apertamente l'ingiustizia della condanna, e questo pensiero fu palese al rientro del secondo gruppo di rimpatriati nel giugno 1955. In Austria, i rappresentanti della Croce Rossa Internazionale li accolsero con fiori e doni, mentre a Vienna furono accolti da diverse migliaia di persone. Il Ministro dell'Interno austriaco si rivolse ai rimpatriati affermando:
L'assistenza fornita all'arrivo in Austria prevedeva, tra l'altro, 3.000 scellini austriaci e il trasporto a casa in auto. In Germania, i nazisti di ritorno dissero di essere stati calunniati e di aver confessato i crimini sotto tortura. Le autorità credettero a questa versione dei fatti e permisero alla maggior parte dei detenuti di tornare alle professioni civili precedenti, tanto che in alcuni casi rientrarono a far parte dell'élite cittadina. In Italia, i prigionieri di guerra condannati dai tribunali sovietici per crimini di guerra furono accolti dalle autorità italiane come vittime del comunismo, colpevoli solo di agitazione antisovietica: il governo italiano premiò addirittura gli ufficiali condannati come "eroi per la libertà". Lo stesso Musitelli, al suo ritorno in Italia, spiegò la sua condanna con motivazioni politiche:

## La fase riabilitativa

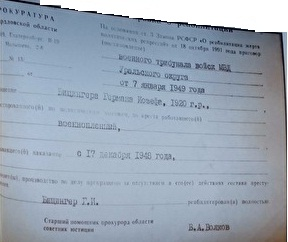
Informazioni sulla riabilitazione di Bitsinger dal suo procedimento penale. Certificato firmato da un dipendente dell'ufficio del pubblico ministero emesso nel 1992. Nel 2018, la decisione di riabilitare Bitsinger è stata annullata dall'ufficio del procuratore della regione di Sverdlovsk.

La riabilitazione dei criminali di guerra fece parte di un più ampio piano di riabilitazione delle vittime della repressione politica negli anni '90. Il fondamento giuridico fu la legge sulla riabilitazione del 18 ottobre 1991. Per l'attuazione, fu creata la Commissione per la riabilitazione delle vittime della repressione politica guidata da Aleksandr Jakovlev: durante i primi 10 anni di attività furono riabilitate circa 4,5 milioni di persone, di cui il 92% postumo. La legge pose sullo stesso piano formale i cittadini russi e stranieri.
Secondo lo storico Timothy Colton, Boris El'cin sfruttò frequentemente gli archivi nel suo primo anno in carica per definire la linea da seguire in politica estera. Allo stesso tempo, non verificò sempre se vi fossero dei motivi sufficienti per rilasciare alcune sue dichiarazioni politiche: in particolare, nel giugno 1992 a Washington, El'cin promise al Congresso degli Stati Uniti di divulgare le informazioni utili sui prigionieri di guerra statunitensi delle guerre di Corea e Vietnam che avrebbero potuto essere in possesso dell'URSS: sebbene l'annuncio abbia avuto molto scalpore, non furono mai trovate informazioni o registrazioni sui prigionieri di guerra statunitensi. Nonostante l'uguaglianza dichiarata nella legge, la revisione dei casi fu molto frettolosa, come pure auspicato il 16 dicembre 1992 dal presidente russo Boris El'cin e dal cancelliere tedesco Helmut Kohl. Per esaminare i casi dei criminali condannati, nacque un nuovo dipartimento speciale presso l'ufficio del procuratore capo militare.

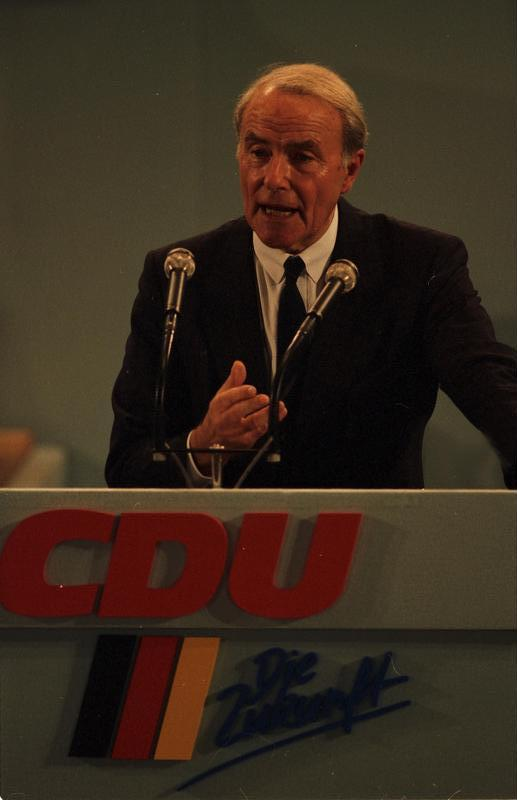
Alfred Dregger

Alcuni politici tedeschi insistettero sulla riabilitazione completa dei criminali di guerra condannati in URSS. Nel 1992, il membro della CDU Alfred Dregger propose di riabilitare tutti i prigionieri di guerra della Wehrmacht, compresi i condannati per atrocità nel territorio occupato dell'URSS, con un atto del Presidente della Russia. Nell'ottobre 1995, nacque la Direzione per la riabilitazione dei cittadini russi e stranieri con l'obiettivo di attuare la legge del 1991 sulla riabilitazione interagendo con la Commissione per la Riabilitazione sotto la direzione del Presidente della Federazione Russa.

### Procedura riabilitativa extragiudiziale
La decisione di concedere la riabilitazione fu presa in base alle richieste presentate: in primo luogo, il procuratore militare elaborò le sue conclusioni in merito, per essere poi approvate dal dipartimento di riabilitazione. In caso di impossibilità per motivi oggettivi, il caso veniva trasferito al tribunale militare con la conclusione firmata dal procuratore capo con la decisione definitiva, sia che essa fosse positiva o negativa, basandosi sulle prove disponibili.
La natura massiva della riabilitazione fu prevista da due ordinanze, del 17 settembre 1992 e del 20 aprile 1994, del Procuratore Generale della Federazione Russa in cui si ordinò ai dipendenti del Dipartimento di riabilitazione di controllare tutti i procedimenti (sia giudiziari che extragiudiziali) contro i cittadini sovietici e non, condannati per motivi politici dai tribunali militari.
La decisione finale sulla riabilitazione fu presa senza andare in tribunale e allo stesso tempo, la decisione della Procura di rifiutare la riabilitazione poté essere impugnata in tribunale, non solo dalla persona interessata ma anche dalle organizzazioni pubbliche. Ad esempio, il tenente generale Toichiro Mineki condannato il 27 settembre 1950 ai sensi dell'art. 58-6, 58-9, 58-4 del codice penale della RSFSR, fu riabilitato dall'ufficio del Pubblico Ministero, in quanto i crimini a lui imputati furono commessi fuori del territorio dell'URSS. La Procura Militare del Distretto Militare Orientale, con lettera datata 11 febbraio 2021, dichiarò:
- Dai materiali del procedimento penale risulta che i tribunali hanno riconosciuto Mineki Toichiro colpevole di aver commesso una serie di crimini controrivoluzionari ai sensi del capitolo 1° della serie speciale del codice penale della RSFSR come modificato nel 1926, commessi in epoca prebellica in Cina, e al Giappone durante il periodo incriminato.
- Allo stesso tempo, in quanto straniero che si trovava al di fuori del territorio dell'URSS durante il periodo dei presunti crimini, non era possibile applicare le leggi sovietiche e, tenendo conto delle disposizioni della Sezione 2 del Codice Penale della RSFSR (Limiti del codice penale), è stato portato alla responsabilità penale secondo le leggi dell'URSS a cui non era soggetto.
- ... la decisione di riabilitare Mineki Toichiro è stata presa dall'ufficio del procuratore militare del distretto militare dell'Estremo Oriente in conformità con i requisiti dell'articolo 8 della legge della Federazione Russa "Sulla riabilitazione delle vittime di repressioni politiche", poiché criminale i casi sono sottoposti a controllo giurisdizionale solo con la decisione del pubblico ministero sul rifiuto della riabilitazione, redatta sulla base dei risultati della domanda dell'interessato o dell'organizzazione pubblica.»

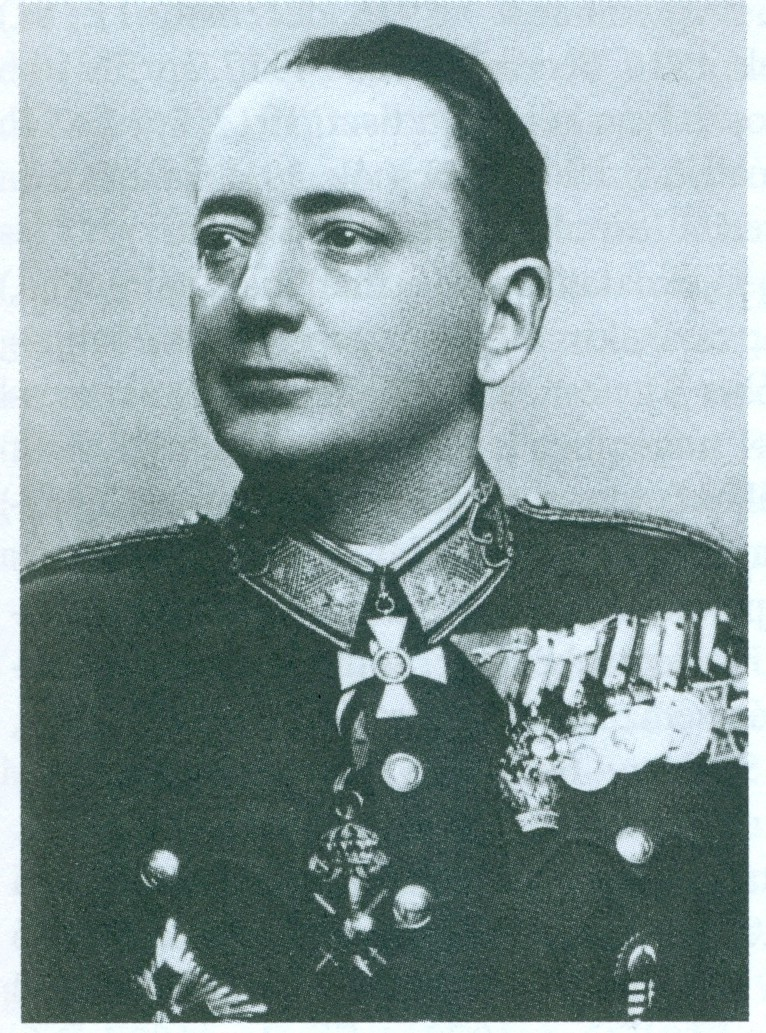
Szilard Bakai, riabilitato nel 1992.

In particolare, il tentativo di riabilitare i giapponesi condannati al processo di Chabarovsk sembrò andare in questa direzione. Nel 1993-1994, l'ufficio del procuratore militare principale della Federazione Russa, in relazione all'appello dell'Associazione giapponese degli ex prigionieri di guerra, esaminò i materiali del procedimento penale n° N-20058 decidendo di rifiutare la riabilitazione. Con decisione della Corte Suprema della Federazione Russa del 15 dicembre 1994, è stato confermato il verdetto: nel caso dei giapponesi condannati al processo di Chabarovsk, il motivo per riconsiderare la riabilitazione fu l'appello di un'organizzazione pubblica giapponese. In pratica, la decisione sulla riabilitazione poté essere presa anche dalla procura "civile"; così, nel 1992, il condannato G. J. Bitsinger è stato riabilitato dall'ufficio del procuratore della regione di Sverdlovsk.
La riabilitazione riguardò non solo i tedeschi condannati; in particolare, nel 1992 Szilard Bakai, ex comandante in capo del gruppo di occupazione dell'Ungheria orientale in URSS, fu riabilitato per decisione dell'ufficio del procuratore nonostante l'ammissione di colpevolezza per i crimini di guerra commessi in URSS delle sue truppe.

## Motivazioni per la riabilitazione
Lo storico Motrevich osservò che negli anni '90 alcuni prigionieri di guerra condannati dovevano essere riabilitati e considerati vittime della repressione politica perché erano state violate le norme. Allo stesso tempo, la colpevolezza dei prigionieri di guerra riabilitati fu fuori dubbio. Motrevich fornì diversi esempi di persone riabilitate:
- il sergente Bartel, comandante del campo per i prigionieri di guerra sovietici a Berlino, instaurò delle condizioni di vita insopportabili[26];
- il caporale Bitsinger partecipò alle operazioni punitive contro la popolazione civile in Crimea dove in sua presenza furono uccisi più di 600 civili nelle cave[72];
- il colonnello Herzog fu condannato a 25 anni nei campi di lavoro forzato per le operazioni punitive contro i partigiani bielorussi[73]. Si rifiutò categoricamente di lavorare nel campo e non fu possibile costringerlo a lavorare[73], fu riabilitato nel maggio 1992[73].

I motivi particolari nel decidere a favore della riabilitazione non furono sempre specificati nella decisione. Epifanov, dopo aver analizzato i casi dei nazisti riabilitati, osservò che a volte le decisioni in merito alla riabilitazione non furono motivate, mostrando anche che spesso la decisione in favore della riabilitazione fu presa esclusivamente in base al fatto che l'accusa si basasse sulla confessione del colpevole e non supportata da altre prove. Nella maggior parte dei casi i dipendenti dell'ufficio del procuratore militare furono guidati solo dal materiale del procedimento penale, senza richiedere altro materiale aggiuntivo per confermare o confutare la colpevolezza.

### Illegittimità delle riabilitazioni
Epifanov giunse alla conclusione che le azioni del procuratore militare per la riabilitazione extragiudiziale contraddicessero sia l'articolo 13 del codice di procedura penale della RSFSR in vigore negli anni '90 che l'articolo 118 della Costituzione della Federazione Russa. L'illegittimità si espresse considerando che gli organi della procura militare in sostanza usurparono il diritto del tribunale di decidere sulla colpevolezza.

## Conclusione del periodo di riabilitazione
La decisione della Corte Suprema della Federazione Russa del 21 gennaio 1998 pose fine alla legge "Sulla riabilitazione delle vittime della repressione politica" in relazione agli stranieri condannati dal Decreto del Presidium del Soviet Supremo dell'URSS del 19 aprile 1943. La Corte Suprema sottolineò che gli atti previsti dal decreto non appartenessero direttamente alla categoria dei reati di stato o di matrice politica. Dopo la decisione della Corte Suprema del 21 gennaio 1998, tutte le decisioni giudiziarie nei confronti dei criminali di guerra stranieri poterono essere revocate solo con l'applicazione della legge sulla procedura penale.
Dal 1998 il periodo di riabilitazione può considerarsi terminato e pertanto la decisione di riabilitare un criminale di guerra fu possibile solo in tribunale: ciò portò da subito a una riduzione del numero dei riabilitati fino agli anni 2000, quando furono riprese in considerazione le questioni della riabilitazione dei condannati, compresi i condannati nei processi aperti. In quegli anni si stava decidendo sulla riabilitazione degli ungheresi e dei tedeschi condannati nel processo di Chernihiv, con le successive risoluzioni del 3 ottobre 2002 e del 30 luglio 2003 furono riconosciuti come legalmente condannati e non soggetti a riabilitazione:
- Álgya-Pap e altre 15 persone condannate nel processo di Chernihiv;
- Zoltan Shomlai e altre 5 persone furono condannati il 9 settembre 1947 dal tribunale militare di Baden.

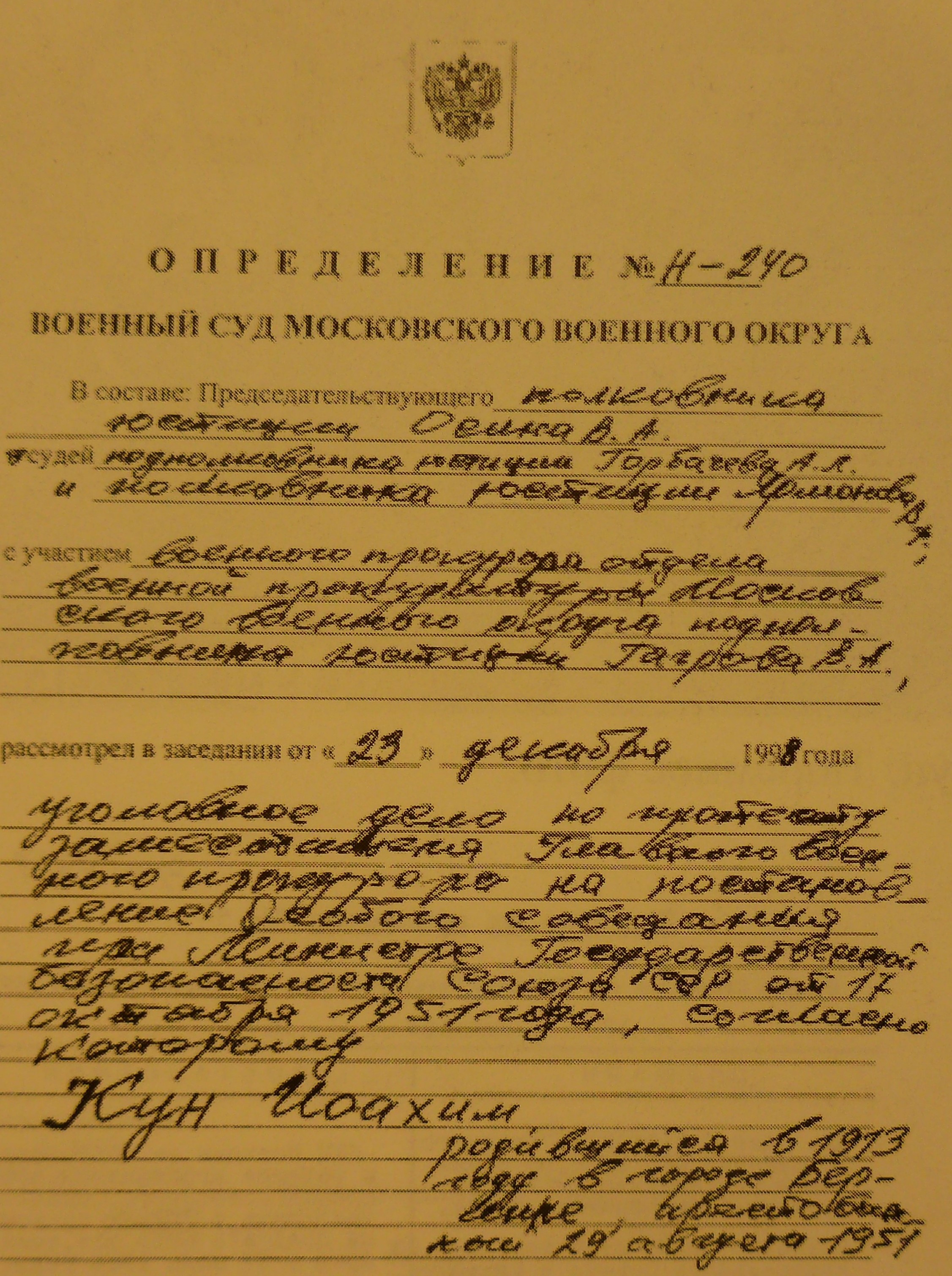
Conclusione del tribunale militare di Mosca del 23 dicembre 1998 sulla riabilitazione di Kun.

Negli anni successivi, i criminali di guerra stranieri continuarono a inviare le richieste di riabilitazione. Secondo il procuratore capo militare Fridinsky, nel 2013 furono esaminati 21 casi per la loro riabilitazione (secondo alcune dichiarazioni, anche di ex militari tedeschi): il tribunale militare negò a tutti la riabilitazione. Tuttavia, dal 2010 furono presentati altri appelli per la riabilitazione dei criminali nazisti, solo nei primi nove mesi del 2014 furono 117 le domande per la riabilitazione.
Ad esempio, l'organizzazione Saxon Memorial presentò appello all'ufficio del procuratore generale russo con una richiesta di riabilitazione di un dipendente dell'Abwehr per il generale Hans Pickenbrock, condannato nel 1952 a 25 anni di detenzione nei campi di lavoro per i crimini contro la pace e l'umanità. Pickenbrock fu rilasciato nel 1955 e morì nel 1959. Secondo Pickenbrock, l'ufficio del pubblico ministero studiò il caso, espresse un parere negativo sulla riabilitazione e il 15 novembre 2014 la Corte Suprema della Federazione Russa rifiutò la riabilitazione. Il 23 dicembre 1998, il tribunale militare del distretto di Mosca riabilitò il maggiore Joachim Kuhn, nel 1951 condannato a 25 anni di carcere.

### Revoca di alcune riabilitazioni
Alcune decisioni di riabilitazione furono annullate, come nel caso di von Pannwitz, altre decisioni simili furono revocate decenni dopo. Nel febbraio 2018, l'ufficio del procuratore della regione di Sverdlovsk, su denuncia di un cittadino (che a sua volta apprese di questo fatto durante la conferenza di uno storico), annullò la decisione presa nei confronti di Bitsinger, riabilitato nel 1992 nonostante avesse partecipato all'omicidio di più di 600 civili.

### Il numero totale di riabilitati
Nel periodo tra il 18 ottobre 1991 e il gennaio 2001, l'ufficio del procuratore militare esaminò più di 17.569 domande, principalmente di cittadini tedeschi: di questi, 13.035 furono riconosciuti come vittime della repressione politica e quindi riabilitati, mentre a 4.534 stranieri fu negata la riabilitazione.
Epifanov osserva che la maggior parte di queste persone fu coinvolta solo per le atrocità commesse durante la Grande Guerra Patriottica.

### Valutazione degli storici
Gli storici ungheresi Tamas Kraus ed Eva Maria Varga nel 2015 valutarono negativamente la riabilitazione, definendola un "assurdo trucco politico" del «regime di Eltsin, che, nell'interesse di mantenere dei "buoni rapporti" oltre a dimostrare al mondo intero la sua "sensibilità giuridica", ha riabilitato i criminali di guerra, compresi gli ungheresi».